# Rezerwat (zespół muzyczny)
Rezerwat – polska grupa rockowa, założona w Łodzi przez Andrzeja Adamiaka, Wiktora Daraszkiewicza i Mariusza Jeremusa. Zespół zadebiutował na festiwalu Rockowisko w listopadzie 1982.

## Historia
Czołową postacią grupy był jej współzałożyciel i autor większości materiału, Andrzej Adamiak – kompozytor, autor tekstów, producent, wokalista i gitarzysta basowy. Pierwsze próby grupy odbywały się w 1981, a zespół początkowo nosił nazwę Kleszcz. W 1982 grupa zmieniła nazwę na Rezerwat. Zmiany nazwy zespół dokonał przed swoim pierwszym publicznym występem, który miał miejsce na festiwalu Rockowisko. Grupa wygrała festiwal utworem „Obserwator”.
Pierwszych nagrań studyjnych zespół dokonał w 1983 – były to utwory „Obserwator” i „Histeria”. W tym samym roku odbył trasę koncertową po Polsce z zespołem Classix Nouveaux. We wrześniu grupa nagrała materiał na swoją pierwszą płytę długogrającą pt. Rezerwat (wyd. 1984).
W styczniu 1984 Andrzej Adamiak na krótko opuścił zespół. W trakcie rozstania z muzykami, zrealizował nagrania z grupami Omen (singel „Czy są mi dane łzy” / „Mój chory świat”) i Czerwony Kapturek („Hej, hej, hej”). Nowym wokalistą Rezerwatu został Tomasz Rudzki. Zespół nagrał z nim utwór „Nowy świetny plan”. Rolę basisty przejął dotychczasowy gitarzysta rytmiczny Mariusz Jeremus. Jeszcze tego samego roku Rudzki został zastąpiony przez Jarosława Rostkowskiego. Grupa poszerzyła również skład o saksofonistę Antoniego Kowalczyka. W nowym składzie grupa zarejestrowała materiał na płytę, która nigdy się nie ukazała. Sesja nagraniowa do albumu miała miejsce w studiu Radia Merkury w Poznaniu. Dwa utwory z tej sesji zespół wydał na singlu („Kuszący wir” / „Nie wyjdę na deszcz”). Inny z utworów („Powrotna fala”) znalazł się wśród propozycji „Przebojów Dwójki” w lutym 1985..
W drugiej połowie 1985 roku Andrzej Adamiak powrócił do zespołu i nagrał z grupą swoją najbardziej znaną piosenkę, „Zaopiekuj się mną”, która trafiła na drugi album studyjny zespołu pt. Serce (1987). Wówczas Rezerwat koncertował na ważniejszych imprezach rockowych w kraju, a także w Czechosłowacji, Niemczech, Francji i Holandii. Do czasu rozwiązania w 1988 roku z zespołem współpracowali na estradzie i w nagraniach m.in. Wiesław Żak (gitara), Gerard Klawe (perkusja) i Andrzej Żukiewicz (perkusja).
Zespół w latach 90. XX w. dwukrotnie się reaktywował. Pierwsza reaktywacja grupy miała miejsce w 1992 roku w składzie: Andrzej Adamiak (śpiew, gitara basowa), Zbigniew Nikodemski (instrumenty klawiszowe), Marcin Jędrych (gitara), Sławomir Romanowski (perkusja). Zespół nagrał większość dawnego repertuaru w nowych opracowaniach na CD, wydanych przez Top Music i Karolex, a także premierowy utwór „Kocha Ciebie niebo” (1993) i ponownie zawiesił działalność. Po raz drugi wznowił ją w 1998. Pretekstem do powrotu na estradę stało się nagranie nowej wersji piosenki „Zaopiekuj się mną” do filmu To my (reż. Waldemar Szarek). Po raz kolejny zarejestrował materiał na płytę, która nie została wydana. Między muzykami narósł konflikt, co doprowadziło do procesu sądowego o nazwę i w ostateczności do utworzenia przez Andrzeja Adamiaka w 2001 nowego Rezerwatu (z Rafałem Jędrzejką – instrumenty klawiszowe, Bartłomiejem Papierzem– gitara i Przemysławem Kuczyńskim – perkusja). Równolegle pod tą samą nazwą na rynku muzycznym funkcjonował zespół, który tworzyli Zbigniew Nikodemski, Gerard Klawe, Wiktor Daraszkiewicz i nowy wokalista – Zbigniew Bieniak (w latach 2000–2003). Skład ten wystąpił m.in. podczas KFPP w Opolu w 2000 roku. Dokonał również kilka niepublikowanych autorskich nagrań. Jedno z nich, utwór pt. „Hejnał” miał zostać wykorzystany w jednej z reklam telewizyjnych. 
W roku 2004 zapadł wyrok w sprawie prawa do nazwy. Od tamtej pory jedynym zespołem Rezerwat, który funkcjonował na rynku była grupa Andrzeja Adamiaka. W 2016 z okazji 35-lecia Rezerwatu nakładem Polskiego Radia ukazał się album Dotykaj, będący trzecią oficjalną płytą studyjną zespołu.
8 kwietnia 2020 w wyniku komplikacji po zapaleniu wyrostka robaczkowego zmarł Andrzej Adamiak. Został pochowany na cmentarzu przy ulicy Szczecińskiej w Łodzi. Ostatni koncert Andrzeja Adamiaka z zespołem odbył się 26 lutego 2020 w studiu koncertowym im. Henryka Debicha w Radiu Łódź.  Po tym wydarzeniu pozostali członkowie zespołu zaprzestali koncertowania pod szyldem Rezerwat. W drugiej połowie października, były gitarzysta i jeden ze współzałożycieli grupy – Wiktor Daraszkiewicz zapowiedział powrót zespołu w „oryginalnym składzie”. Głównym wokalistą grupy został ponownie Zbigniew Bieniak. Rolę gitarzysty basowego przejął Dariusz Kacprzak znany z występów w zespole Proletaryat. Zespół w składzie: Zbigniew Bieniak (śpiew), Wiktor Daraszkiewicz (gitara), Zbigniew Nikodemski (instrumenty klawiszowe), Mariusz Jeremus (gitara), Gerard Klawe (perkusja) i Dariusz Kacprzak (gitara basowa) miał wznowić koncertowanie i tworzyć materiał na nową płytę. 
15 czerwca 2021 zmarł Zbigniew Nikodemski, zaś Mariusz Jeremus i Gerard Klawe zdecydowali się zrezygnować z gry w reaktywowanym zespole. Miejsce perkusisty w zespole zajął Kacper Sławomir Kacprzak. O zmianie w składzie zespołu poinformował Wiktor Daraszkiewicz na swoim profilu w serwisie społecznościowym Facebook. Do 2022 zespół pozostał w składzie bez klawiszowca, a grupa funkcjonowała jako kwartet. Następnie do zespołu dołączył Marcin Jagiełło grający na instrumentach klawiszowych. W tym samym roku grupa wydała album kompilacyjny zawierający stare przeboje we współczesnych wykonaniach zatytułowany 40.

## Muzycy

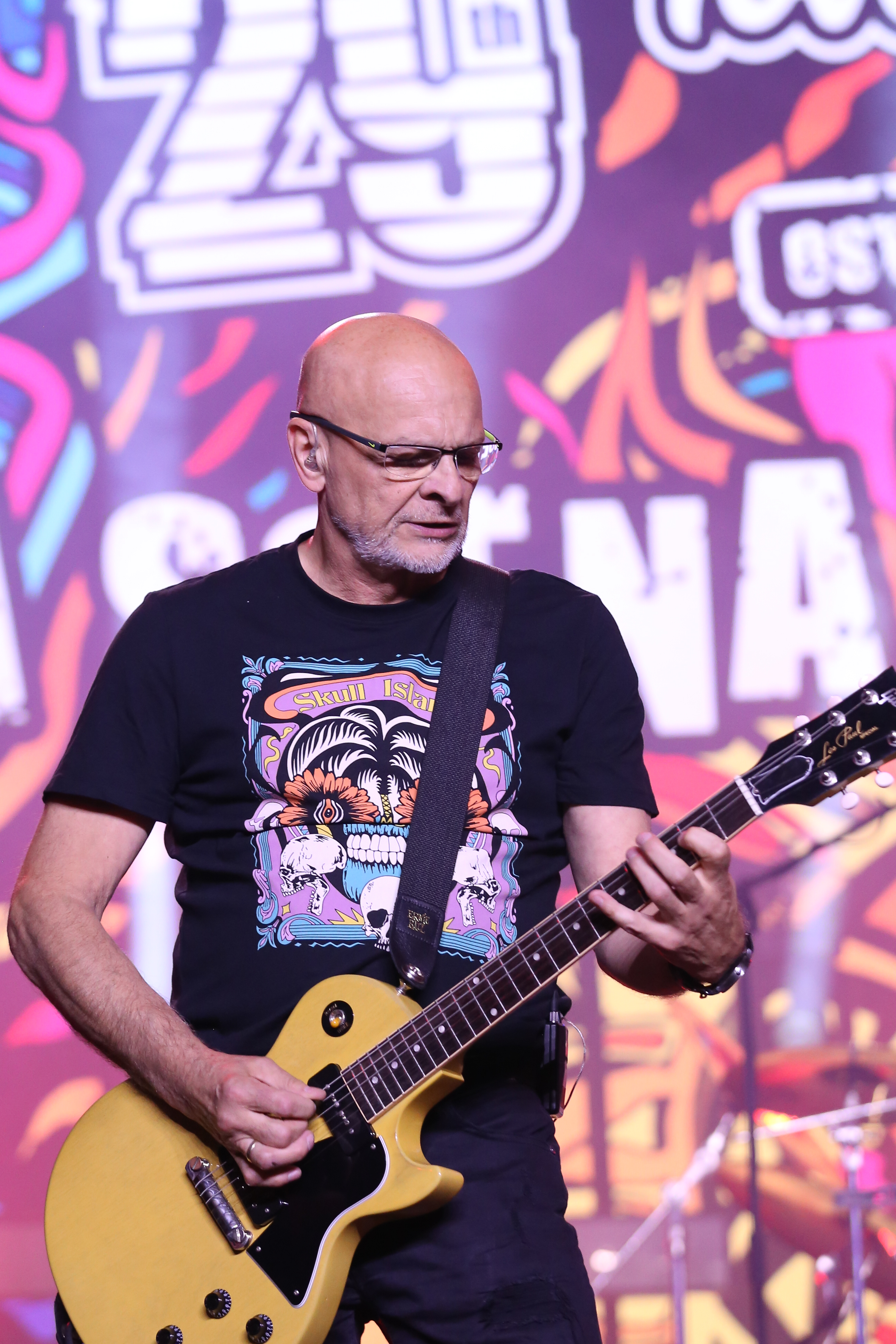
Wiktor Daraszkiewicz – gitarzysta zespołu, obecny lider zespołu

### Obecny skład zespołu
- Wiktor Daraszkiewicz – gitara (1981/2–1988, 1998–2003, od 2020)
- Zbigniew Bieniak – śpiew (2000–2003[14], od 2020)
- Dariusz Kacprzak – gitara basowa (od 2020)
- Kacper Sławomir Kacprzak – perkusja (od 2021)
- Marcin Jagiełło – instrumenty klawiszowe (od 2022)[21]

### Byli członkowie
- Andrzej Adamiak (zm. 2020) – śpiew, gitara basowa (1981/2–1984, 1985–1988, 1992–1993, 1998–2020)
- Zbigniew Nikodemski (zm. 2021[19]) – instrumenty klawiszowe (1981/2–1988, 1992–1993, 1998–2004, 2020–2021)
- Mariusz Jeremus  – gitara (1981/2–1984, 1998–2004, 2020–2021), gitara basowa (1984–1985)
- Piotr Mikołajczyk – perkusja (1981–1985)
- Tomasz Rudzki – śpiew (1984)[9]
- Jarosław Rostkowski – śpiew (1984–1985)[10]
- Antoni Kowalczyk – saksofon altowy (1984–1985)[10]
- Gerard Klawe – perkusja (1985–1988, 1998–2004, 2017–2018[potrzebny przypis], 2020–2021)
- Wiesław Żak – gitara (1987–1988)[4][22]
- Andrzej Żukiewicz – perkusja (1987–1988)[4][22]
- Witold Grabowski – wibrafon (1987)[22]
- Marcin Jędrych – gitara (1992–1993)[4][12][13]
- Sławomir Romanowski – perkusja (1992–1993)[4][12][13]
- Krzysztof Szmigiero – gitara (1992–1993)[4][12][13]
- Bartłomiej Papierz – gitara (2001–2004, 2014–2017)[4]
- Przemysław Kuczyński – perkusja (2001–2004, gościnnie w 2016)[4]
- Rafał Jędrzejka – instrumenty klawiszowe (2002–2007)[23]
- Bartek Szymański – gitara (2009–2010)
- Piotr Goljat – instrumenty klawiszowe (2006–2017)[24]
- Krzysztof Patocki – perkusja (2014–2017)
- Bartosz Adamiak – gitara (2014–2020)
- Adam Dulęba-Kasza – gitara solowa (2016–2020)
- Piotr Dudek – perkusja (2018–2020)
- Piotr Kolanowski – instrumenty klawiszowe (2018–2020)
- Artur Chyb – gitara
- Ania Czech – śpiew
- Ewa Czech – śpiew
- Ania Pierzchałka – śpiew
- Sylwia Pierzchałka – śpiew

## Dyskografia

### Albumy studyjne
- Rezerwat (1984, Savitor SVT006; reedycja 2005, Magic Records 987290-2; reedycja 2012, Agencja Wydawnicza Polskiego Radia)
- Serce (1987, Wifon LP104; reedycja 2005, Magic Records 987290-3; reedycja 2012, Agencja Wydawnicza Polskiego Radia)
- Dotykaj (2016, Polskie Radio PRCD 1880)

### Albumy kompilacyjne
- Zaopiekuj się mną (1993, Top Music TCD-011) – zawiera nowe wersje przebojów
- Paryż (Moskwa) (1993, Top Music TCD-012) – zawiera nowe wersje przebojów
- Portret (1998, Karolex PTCD 003)
- The Best of Rezerwat (2000, Kommunikationshaus Polen/Universal Music Polska 157 651-2)
- Najważniejsze przeboje (2018, Sony Music Entertainment Poland)
- 40 (2022, DNA AUDIO | Ministerstwo Dźwięku)[21] – zawiera nowe wersje przebojów[25]

### Single
- „Modlitwa o więź”/„Nowy świetny plan” (1984, Tonpress S-493)
- „Kuszący wir”/„Nie wyjdę na deszcz” (1985, Tonpress S-529)
- „Zaopiekuj się mną”/„Boję się” – „Parasolki”/„Szare gitary” (1986, Tonpress S-616/617)

### Notowane utwory
| Rok  | Tytuł                       | Pozycje na listach | Pozycje na listach | Pozycje na listach | Album                |
| Rok  | Tytuł                       | LP3                | PR1                | TLP                | Album                |
| ---- | --------------------------- | ------------------ | ------------------ | ------------------ | -------------------- |
| 1983 | „Obserwator”                | 10                 | 2                  | –                  | Rezerwat             |
| 1983 | „Histeria”                  | 7                  | 12                 | –                  | Rezerwat             |
| 1983 | „Trędowata marionetka”      | 11                 | –                  | –                  | Rezerwat             |
| 1984 | „Nowy świetny plan”         | 34                 | –                  | –                  |                      |
| 1984 | „Kuszący wir”               | 16                 | 7                  | –                  |                      |
| 1985 | „Zaopiekuj się mną”         | 6                  | 1                  | 1                  | Serce                |
| 1986 | „Parasolki”                 | 15                 | –                  | –                  | Serce                |
| 1986 | „Och, lala”                 | 31                 | 5                  | –                  | Serce                |
| 1987 | „Nieprzytomnie słodka noc”  | –                  | 8                  | –                  | Serce                |
| 1988 | „Serce dla...”              | 38                 | –                  | –                  | Serce                |
| 1999 | „Zaopiekuj się mną” (remix) | 27                 | –                  | –                  | The Best of Rezerwat |